# Густав Поллак
Густав Поллак (нім. Gustav Pollak) — австрійський футболіст, що грав на позиції нападника. Виступав за клуби «Брігіттенауер» і «Ферст Вієнна», а також збірну Австрії-Б.

## Клубна кар'єра
У складі команди «Брігіттенауер» дебютував у вищому дивізіоні в сезоні 1931/32, взявши участь в одному матчі чемпіонату. Наступного сезону "Брігіттенауер"посів останнє місце у лізі, але досяг успіху у кубку Австрії, діставшись фіналу. На рахунку Поллака 5 голів у шести матчах того розіграшу. Зокрема, Густав забив два голи у чвертьфінальному поєдинку з «Хакоахом» (5:1), а також єдиний і переможний гол у матчі-переграванні півфіналу проти «Вінер Шпорт-Клубу» (1:0 і 4:4 у першій грі).
Влітку 1935 року Поллак приєднався до команди «Ферст Вієнна». Забив два голи у матчі Кубка Мітропи проти команди «Спарта» (Прага), хоча його команда поступилась з рахунком 3:5 і вибула зі змагань. У сезоні 1935/36 став з командою «Вієєна» срібним призером чемпіонату Австрії, а також фіналістом кубка країни. Влітку 1936 року знову виступав у Кубку Мітропи. В матчі 1/8 фіналу забив чотири голи у ворота угорського клубу «Хунгарія» (5:1). Також Поллак відзначився голом і в матчі 1/4 фіналу проти «Амброзіани-Інтер», що завершився перемогою «Вієнни» з рахунком 2:0. Втім, команда поступилась з рахунком 1:4 у матчі-відповіді і не змогла вийти у півфінал.
У сезоні 1936/37 «Вієнна» посіла третє місце у чемпіонаті, а також стала володарем кубка Австрії. Поллак зіграв три матчі у кубку і забив чотири голи, щоправда, у півфіналі і фіналі не грав. В кубку Мітропи 1937 на рахунку Густава 4 матчі і 2 голи. Таким чином, на його рахунку 9 матчів і 9 голів у Кубку Мітропи. У сезоні 1937/38 Поллак зіграв лише 2 матчі у складі «Вієнни».

## Виступи за збірну
У березні 1937 року виступав у складі збірної Австрія-Б у матчі проти команди Італія-Б, що завершився перемогою італійців з рахунком 3:2.

## Статистика виступів

### Статистика виступів за збірну Австрія-Б
| № | Дата       | Місце проведення | Команда 1 | Рахунок | Команда 2 | Голи |
| - | ---------- | ---------------- | --------- | ------- | --------- | ---- |
| 1 | 21.03.1937 | Віджевано        | Італія-Б  | 3:2     | Австрія-Б |      |

### Статистика виступів у кубку Мітропи
| №                      | Розіграш               | Стадія                 | Дата та місце проведення | Команда 1              | Рахунок | Команда 2           | Голи та інші дії |
| ---------------------- | ---------------------- | ---------------------- | ------------------------ | ---------------------- | ------- | ------------------- | ---------------- |
| 1                      | 1935                   | 1/8                    | 22.06.1935, Мілан        | Спарта (Прага)         | 5:3     | Ферст Вієнна        | 47' 71'          |
| 2                      | 1936                   | 1/8                    | 20.06.1936, Будапешт     | Хунгарія (Будапешт)    | 0:2     | Ферст Вієнна        |                  |
| 3                      | 1936                   | 1/8                    | 28.06.1936, Відень       | Ферст Вієнна           | 5:1     | Хунгарія (Будапешт) | 49' 76' 88' 90'  |
| 4                      | 1936                   | 1/4                    | 5.07.1936, Відень        | Ферст Вієнна           | 2:0     | Амброзіана-Інтер    | 38'              |
| 5                      | 1936                   | 1/4                    | 12.07.1936, Мілан        | Амброзіана-Інтер       | 4:1     | Ферст Вієнна        |                  |
| 6                      | 1937                   | 1/8, перегр            | 29.06.1937, Цюрих        | Янг Фелловз            | 0:2     | Ферст Вієнна        |                  |
| 7                      | 1937                   | 1/4                    | 4.07.1937, Будапешт      | Ференцварош            | 2:1     | Ферст Вієнна        | 9'               |
| 8                      | 1937                   | 1/4                    | 11.07.1937, Відень       | Ферст Вієнна           | 1:0     | Ференцварош         | 20' (пен.)       |
| 9                      | 1937                   | 1/4, перегр            | 14.07.1937, Будапешт     | Ференцварош            | 2:1     | Ферст Вієнна        |                  |
| Всього у кубку Мітропи | Всього у кубку Мітропи | Всього у кубку Мітропи | Всього у кубку Мітропи   | Всього у кубку Мітропи | 9       |                     | 9                |

## Титули і досягнення

### Як гравця
- Срібний призер чемпіонату Австрії (1):

«Вієнна» (Відень): 1936
- Бронзовий призер чемпіонату Австрії (1):

«Вієнна» (Відень): 1937
- Володар Кубка Австрії (1):

«Вієнна» (Відень): 1937
- Фіналіст Кубка Австрії (2):

«Брігіттенауер»: 1933
«Вієнна» (Відень): 1936